# Піонтковський Казимир Антонович
Казимир Антонович Піонтковський (нар. 4 березня 1903, Варшава, Російська імперія — 10 серпня 1938, Хабаровськ, Далекосхідний край, СРСР) — український футболіст, півзахисник. Перший капітан київського «Динамо».

## Біографія

Київське «Динамо» перед матчем із дніпропетровським. Зліва направо: Пржепольський, Сердюк, Бардадим, Малхасов, Синиця, Тютчев, Піонтковський, Печений, Бланк, Денисов, Ідзковський

Народився 4 березня 1903 року у Варшаві. Згодом родина Піонтковських переїхала до Одеси. Виступав у нападі або півзахисті місцевих команд «Вега» (1921–1922), ОГФ (1923–1924) і «Шкіртрест» (1925–1928).
У вересні 1928 року погодився на запрошення Сергія Бармінського, одного з керівників київського ДПУ, перейти до лав столичного «Динамо». Відразу став капітаном команди. У складі збірної Києва — чемпіон України 1931 року. В наступному сезоні провів один неофіційний матч за збірну СРСР. Три роки поспіль визнавався найкращим футболістом України (1929–1931).
1932 року, разом з одноклубником Михайлом Свиридовським, був засуджений на два роки позбавлення волі за протизаконну торгівлю тканинами на одному з київських ринків. Після звільнення повернувся до «Динамо», але вийти на колишній рівень майстерності вже не зміг.
З 1937 року — старший інструктор з футболу Делекосхідного крайового товариства «Динамо». 14 жовтня був арештований по звинуваченню у шпіонажі і державній зраді. 10 серпня наступного року — розстріляний. Похований на Хабаровському міському цвинтарі.
Реабілітований 30 червня 1989 року військовою прокуратурою Далекосхідного військового округу.